# Žhavicí svíčka

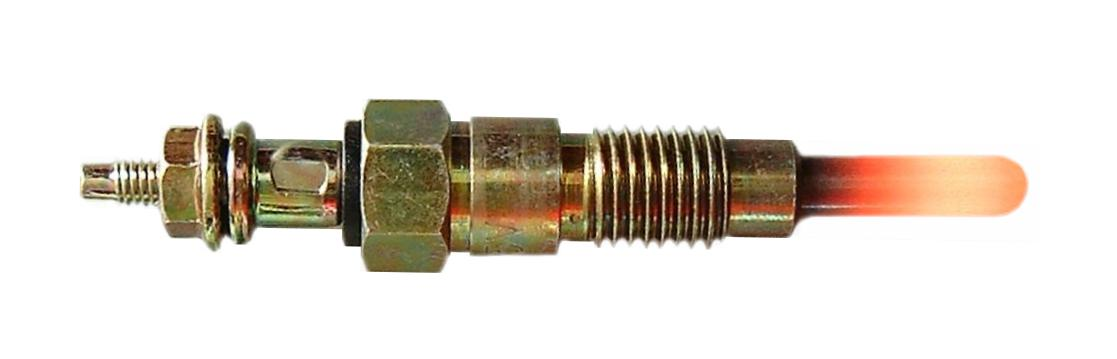
Zahřátá žhavicí svíčka

Žhavicí svíčka je elektrické topné těleso ve spalovacím prostoru vznětových motorů, které je v činnosti při startování.

## Startování vznětových motorů
Nastartování vznětového motoru v zimě je obtížné, protože promrzlý motor nasává studený vzduch. I když se stlačením ve spalovacím prostoru vzduch zahřeje, jeho teplota není dostatečná ke vznícení nafty nebo k jejímu dokonalému spálení. Motor může nastartovat, ale produkuje množství exhalací a sazí. Cestou ke snížení emisí a hladkému startu je použití žhavicí svíčky. Svíčka je v činnosti jen po dobu, kdy je motor studený. Poté už má stlačený vzduch dostatečnou teplotu k dokonalému spálení nafty.

## Historie
Velké množství emisí při studených startech bylo kdysi tolerováno, běžné motory žhavicí svíčky neměly. Pouze u vznětových motorů s předkomůrkou byly nutností. V Československu byly žhavicí svíčky namontovány např. v motoru Škoda 706 R nebo v leteckém motoru Walter Packard Diesel.
Žhavicí svíčky byly konstruovány pro zapojení paralelní, výjimečně sériové. Paralelní zapojení přivádělo ke svíčkám napětí, které dodávaly akumulátory automobilu (12 Voltů nebo 24 Voltů). Nevýhodou byla špatná kontrola funkčnosti jednotlivých svíček. Při poruše některé svíčky nebyl přerušen proud a kontrolka oznamovala funkčnost systému.